# Israël Leizer Karp
Pour les articles homonymes, voir Karp.
Israël Leizer Karp, né le 20 janvier 1886 à Varsovie en Pologne et fusillé par les Allemands le 27 août 1940 au camp de Souge  en Gironde, à la suite d'une condamnation à mort pour  « injures et voies de faits » contre l'armée allemande, est le premier fusillé de ce camp près de Bordeaux et le premier fusillé sous l'Occupation en France.

## Biographie
Israël Leizer Karp est un Juif polonais, né le 20 janvier 1886 à Varsovie,,.  Il fuit sa Pologne natale pour vivre quelques années en Belgique. Il est renvoyé en Pologne, pour revenir aussitôt en Belgique avant de se fixer à Martignas-sur-Jalle  dans la banlieue bordelaise, en Gironde.

## L'acte de résistance
Présent à Bordeaux, Israël Karp ne supporte pas l’arrivée de la garde d'honneur allemande hissant le drapeau nazi sur une place proche de la gare Saint-Jean. Il se rue vers les soldats allemands, donnant de la voix et du poing. Les témoignages varient ; les Occupants retinrent des « injures et voies de faits » contre les membres de l’armée allemande. Certains parlent d’attaque au bâton, d’autres d’une simple attaque poing tendu.
Il est emprisonné au fort du Hâ. Le tribunal militaire allemand FK 529 de Bordeaux le condamne à mort le 26 août 1940.  Il est fusillé au camp de Souge le lendemain, le 27 août.

## Avis d'exécution
En rouge sang, un avis d'exécution est placardé sur les murs de la ville,  en allemand et en français, publié par le général Moritz von Faber du Faur, le commandant allemand de la région bordelaise. La version française se lit ainsi :

« AVIS

"Le 24 Août 1940, le Juif Israel Leizer Karp, de nationalité polonaise, au passage de la Garde d'Honneur, allant hisser le drapeau, se précipita violemment, un bâton devant lui, près de la gare St.-Jean de Bordeaux, contre le tambour major et les musiciens militaires."
"Par jugement du Tribunal militaire de guerre, Karp fut condamné, pour acte de violence contre des membres de l'armée allemande, à la peine de mort."
"Le Commandant en chef de l'Armée a confirmé le jugement et en a ordonné l'exécution."
"En exécution du jugement, le condamné a été fusillé ce matin."
"Bordeaux, le 27 Août 1940"
"LE STADTKOMMANDANT.",, »

## Hommage
Une rue est nommée en son honneur à Martignas-sur-Jalle, l'impasse Israël-Leizer-Karp  .